# 巴关河大桥
巴关河大桥是中华人民共和国四川省道310线跨越巴关河的公路桥，位于四川省攀枝花市西区。此段S310同时兼作城市道路，名为苏铁中路，在2005年以前名为平江中路。目前实际存在新老两座巴关河大桥，分别建成于1966年和1994年。老桥原本已经封闭，但因新桥于2013年3月20日起封闭大修，老桥又临时开放单向通行。为此在工程前期重新检测加固了老桥，并重建了现状310省道至老桥的联络道路。

## 巴关河
巴关河亦作“把关河”，是金沙江左岸支流，发源于盐边县与仁和区交界处，向南流经仁和区同德镇、布德镇、西区格里坪镇和河门口街道，在金沙江法拉大桥上游300米处汇入金沙江。全长28公里，流域面积242平方公里。巴关河下游最末3公里流经城区，是河门口街道与玉泉街道的界河，巴关河大桥即位于此段。

## 老桥
老巴关河大桥也称河门口桥，于1965年8月16日动工，1966年1月30日建成，为石砌台石拱桥，主拱两肩上各有三个腹拱。桥梁全长67米，桥面净宽7米，两侧人行道各宽0.75米，引道共长561.6米，设计荷载为汽—13、拖—60。

## 新桥
新巴关河大桥位于老桥下游约250米处，由攀枝花市规划设计研究院设计、攀枝花市桥梁工程公司施工，1994年5月竣工。此桥为钢筋混凝土梁桥，全长216.6米，桥宽19.5米。除去两端桥台之外，中部有6个H形桥墩，因此桥面共有7段。其中自西向东第2段桥面跨越了巴关河。

### 大修
由于设计荷载等级较低，加之作为资源型工业城市的攀枝花市有大量重载车辆通行，导致该桥出现病害，被相关单位和检测机构测评为四类桥，需要进行维修加固。维修工程由四川川交路桥有限责任公司承担，于2013年3月20日起封闭施工，禁止车辆和行人通行。维修期间周边道路交通实施分流，自东向西的全部车辆改经临时开放的老巴关河大桥单向通行跨越巴关河；自西向东的车辆依据类别，公交客车、长途客车和大型货车借道华电攀枝花三维发电公司（原502电厂）内部道路绕行，经厂内桥梁跨越巴关河；社会小型车辆经由巴关河口对面金沙江右岸的陶家渡片区绕行，走陶家渡大桥和法拉大桥往返金沙江两岸。工程原计划于同年9月20日结束，实际提前于7月1日下午即已通车。本次维修加固工程对全桥所有结构裂缝和结构缺陷进行了修补，对原桥盖梁负弯矩区采用粘贴钢板、正弯矩区采用粘贴碳纤维加固，对东岸桥台进行加固，重新预制安装新的T梁，并重做桥面系，以提高设计荷载等级达到公路—Ⅰ级，工程总投资近1600万元。